# Roland Thaxter
Pour les articles homonymes, voir Thaxter.
Roland Thaxter (né le 28 août 1858 et mort le 22 avril 1932) est un mycologue américain. Il est le fils de la poétesse Celia Thaxter.
Il est surtout connu pour ses travaux sur les Laboulbéniales, auxquelles il a consacré une vingtaine de contributions. Il fut aussi rédacteur des Annals of Botany de 1907 à 1932. En 1921, il fut élu membre étranger de l'Académie royale des sciences de Suède.

## Sources
- (en) Cet article est partiellement ou en totalité issu de l’article de Wikipédia en anglais intitulé « Roland Thaxter » (voir la liste des auteurs).
- W.H. Weston, Roland Thaxter, Mycologia 25 (2), 1933, p. 69–89.